# Iván Vaquero
Iván Vaquero (Buenos Aires, Argentina; 14 de agosto de 2003) es un futbolista argentino. Juega como lateral por izquierda y su primer equipo fue Deportivo Morón. Actualmente milita en Deportivo Morón de la Primera Nacional.

## Trayectoria
Vaquero jugó en las Inferiores de Boca Juniors (edad desconocida), llegó a la Reserva y logró dos títulos con el equipo Xeneixe Sub-20. En 2024 se fue libre y llegó al Oeste, Club Deportivo Morón en dondé fue fichado.
El 17 de marzo de 2024 hizo su debut profesional en Deportivo Morón,  ingresando por Pablo Ferreira en el segundo tiempo en un partido de la Primera B Nacional frente a Deportivo Madryn, el encuentro se disputó en el Estadio Nuevo Francisco Urbano de Provincia de Buenos Aires. El mismo terminó 0 a 0.
Su debut oficial se produjo el 17 de Marzo contra Deportivo Madryn partido que terminaría 0 a 0, jugando 12 minutos con un buen rendimiento ya que entró a los 78 minutos del segundo tiempo.

## Clubes
| Club            | País      | Año        |
| --------------- | --------- | ---------- |
| Deportivo Morón | Argentina | 2024 - Act |

### Estadísticas
- Actualizado al 12 de febrero de 2025

<left>
| Club                      | Div.  | Temporada | Liga | Liga | Copa Nacional | Copa Nacional | Copa Internacional | Copa Internacional | Total | Total |
| Club                      | Div.  | Temporada | PJ   | G    | PJ            | G             | PJ                 | G                  | PJ    | G     |
| ------------------------- | ----- | --------- | ---- | ---- | ------------- | ------------- | ------------------ | ------------------ | ----- | ----- |
| Deportivo Morón Argentina |       |           |      |      |               |               |                    |                    |       |       |
| 2.ª                       | 2024  | 13        | SI   | 0    | 0             | 0             | 0                  | 0                  | 0     |       |
| 2.ª                       | 2025  | 0         | 0    | 0    | 0             | 0             | 0                  | 0                  | 0     |       |
| 2.ª                       | ----  | 0         | 0    | 0    | 0             | 0             | 0                  | 0                  | 0     |       |
| Total                     | Total | 13        | 0    | 0    | 0             | 0             | 0                  | 0                  | 0     |       |

## Palmarés
| Título                   | Club         | País      | Año  |
| ------------------------ | ------------ | --------- | ---- |
| Copa Libertadores Sub-20 | Boca Juniors | Argentina | 2023 |

| Copa Intercontinental Sub-20 2023 | Boca Juniors | Argentina | 2023 |